# Horace Davey, Baron Davey

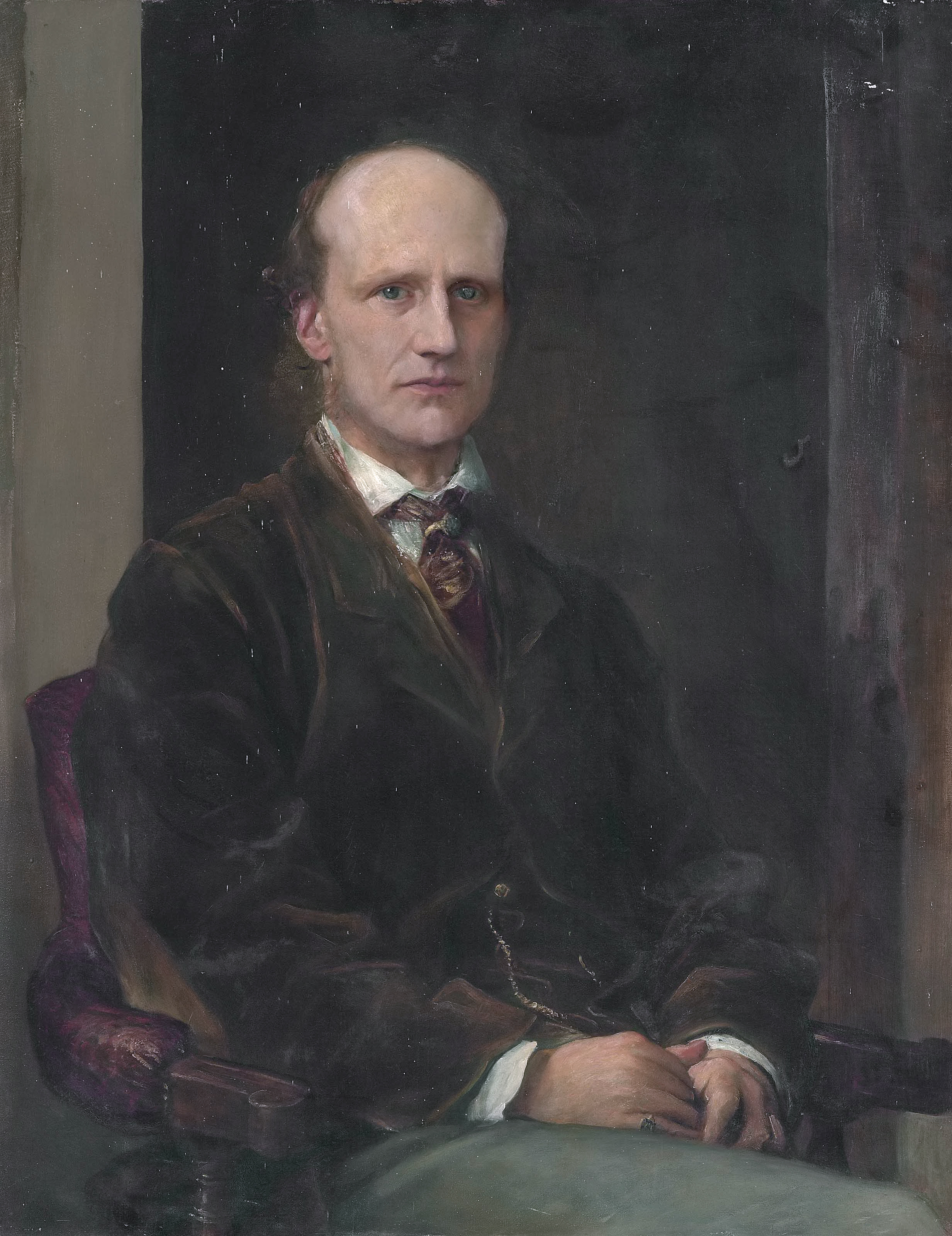
Horace Davey, Baron Davey (1833–1907) (George Frederick Watts)

Horace Davey, Baron Davey PC QC (* 29. August 1833; † 20. Februar 1907) war ein britischer Politiker der Liberal Party und Jurist, der mehrere Jahre Abgeordneter im House of Commons sowie zuletzt als Lord of Appeal in Ordinary aufgrund des Appellate Jurisdiction Act 1876 als Life Peer auch Mitglied des House of Lords war.

## Leben
Nach dem Besuch der Rugby School absolvierte Davey ein Studium der Fächer Klassische Altertumswissenschaft und Mathematik am University College der University of Oxford. Nach einem anschließenden Studium der Rechtswissenschaften erhielt er 1861 seine anwaltliche Zulassung bei der Rechtsanwaltskammer (Inns of Court) von Lincoln’s Inn und nahm danach eine Tätigkeit als Barrister auf. Für seine juristischen Verdienste wurde er 1875 Kronanwalt (Queen’s Counsel) und fungierte zwischen 1877 und 1893 als Rechtsberater der University of Oxford. 1878 wurde er zudem sogenannter „Bencher“ der Anwaltskanzlei von Lincoln’s Inn.
Am 31. März 1880 wurde er als Kandidat der Liberal Party als Nachfolger von Henry Drummond Wolff erstmals zum Abgeordneten in das House of Commons gewählt und vertrat in diesem bis zum 24. November 1885 den Wahlkreis Christchurch. Im Januar 1886 wurde er von Premierminister William Ewart Gladstone als Nachfolger von John Eldon Gorst zum Solicitor General ernannt und übte diese Funktion bis zu seiner Ablösung durch Edward George Clarke wenige Monate später aus. Zugleich wurde er 1886 zum Knight Bachelor geschlagen und führte seither den Namenszusatz „Sir“.
Nachdem er 1886 sowohl im Wahlkreis Ipswich als auch im Wahlkreis Stockport erfolglos für ein Unterhausmandat kandidiert hatte, wurde Davey am 21. Dezember 1888 im Wahlkreis Stockton-on-Tees zum Abgeordneten in das House of Commons gewählt und gehörte diesem als Vertreter der Liberal Party bis zum 4. Juli 1892 an.
1893 erfolgte seine Berufung zum Richter (Lord Justice of Appeal) am Court of Appeal, dem für England und Wales zuständigen Appellationsgericht, an dem er bis 1894 tätig war. Daneben wurde er 1893 auch zum Privy Councillor ernannt.
Zuletzt wurde Davey durch ein Letters Patent vom 13. August 1894 aufgrund des Appellate Jurisdiction Act 1876 als Life Peer mit dem Titel Baron Davey, of Fernhurst in the County of Sussex, zum Mitglied des House of Lords in den Adelsstand berufen und wirkte bis zu seinem Tod 1907 als Lordrichter (Lord of Appeal in Ordinary). 1905 wurde er Mitglied (Fellow) der British Academy.